# Hang im Gurgel
Der Hang im Gurgel ist ein vom Landratsamt Saulgau am 25. September 1940 durch Verordnung ausgewiesenes Landschaftsschutzgebiet auf dem Gebiet der Gemeinde Altheim im Landkreis Biberach.

## Lage
Das mit nur 5,7 Hektar vergleichsweise kleine Landschaftsschutzgebiet liegt zwischen Waldhausen und Altheim an einem ostexponierten Hang und verläuft parallel zur Kreisstraße 7553. Es gehört zu den Naturraum Donau-Ablach-Platten. 

## Landschaftscharakter
Der steile, nach Osten exponierte Hang ist von mehreren linienhaft ausgeprägten Feldgehölzen mit teilweise altem Baumbestand bewachsen, im Norden des Gebiets befindet sich ein Hohlweg. Der Hang ist das Überbleibsel einer früher hier verlaufenden Donauschleife.